# Gaoussou Youssouf Siby
Gaoussou Youssouf Siby (ur. 15 kwietnia 2000 w Yimbaya) – gwinejski piłkarz grający na pozycji środkowego pomocnika. Od 2022 jest piłkarzem klubu Hafia FC.

## Kariera klubowa
Siby jest wychowankiem klubu Satellite FC. W sezonie 2014/2015 zadebiutował w nim w pierwszej lidze gwinejskiej. W latach 2015-2017 występował w CI Kamsar, a w latach 2017-2020 w Santoba FC. W latach 2020-2022 był zawodnikiem Wakriya AC. Latem 2022 przeszedł do Hafia FC, z którym w sezonie 2022/2023 został mistrzem Gwinei, a w sezonie 2023/2024 - wicemistrzem.

## Kariera reprezentacyjna
W 2022 roku Siby został powołany do reprezentacji Gwinei na Puchar Narodów Afryki 2021. Nie rozegrał na nim żadnego meczu. W kadrze narodowej zadebiutował 27 sierpnia 2022 w przegranym 0:1 meczu Mistrzostw Narodów Afryki 2022 z Senegalem.